# Imperial Laws Application Act 1988
Der Imperial Laws Application Act 1988 ist ein Gesetz in Neuseeland, in dem festgelegt ist, welche imperiale Erlasse, imperial untergeordnete Gesetzgebungen und das Gewohnheitsrecht Englands Teil der Gesetze Neuseelands sind. Das Gesetz zählt mit zu den verfassungsgebenden Gesetzen des Landes.

## Teil der Magna Carta
Der Imperial Laws Application Act 1988 beinhaltet als Teil des neuseeländischen Rechts einen Teil der Magna Carta, die ursprünglich eine Charta aus dem Jahr 1215 war und 1225 vom englischen Parlament verabschiedet wurde. Darin heißt es u. a.:

„No Freeman shall be taken or imprisoned, or be diseased of his Freehold, or Liberties, or free Customs, or be outlawed, or exiled, or any other wise destroyed; nor will We not pass upon him, nor condemn him, but by lawful judgment of his Peers, or by the Law of the Land. We will sell to no man, we will not deny or defer to any man either Justice or Right.“

„Kein freier Mann soll gefangen genommen oder eingekerkert werden, oder seines Grundbesitzes oder seiner Freiheiten oder freien Sitten beraubt werden, oder geächtet oder verbannt oder auf irgendeine andere Weise vernichtet werden; auch werden wir ihn nicht verurteilen, es sei denn durch ein rechtmäßiges Urteil seines Standes oder durch das Gesetz des Landes. Wir werden niemandem etwas verkaufen, wir werden niemandem Recht oder Gerechtigkeit verweigern oder aufschieben.“

## Geschichte
1985 wurde in Neuseeland mit dem Law Commission Act 1985 eine Kommission mit dem Zweck ins Leben gerufen, der Regierung einen Bericht vorzulegen, in dem es um die systematische Überprüfung, Reform und Weiterentwicklung des neuseeländischen Rechts ging. Die Kommission sollte auch die Regierung beraten, wie das Recht so verständlich und zugänglich wie möglich gemacht werden kann. In dem Bericht legte die Kommission unter dem Titel „Imperial Legislation Bill“ auch einen Entwurf für den Imperial Legislation Act 1987 vor, der seine Grundlage im Imperial Laws Application Act 1986 fand, der von Geoffrey Palmer, seinerzeit Minister of Justice, am 21. Oktober 1986 dem Parlament vorgelegt wurde. Zwei Jahre später verabschiedete das Parlament daraufhin den Imperial Laws Application Act 1988.